# دیوید اسمیت (قایقران کانو)
دیوید اسمیت (انگلیسی: David Smith؛ زادهٔ ۱۳ فوریهٔ ۱۹۸۷) قایقران کایاک اهل استرالیا است.